# Sidi Lamine
Sidi Lamine (àrab سيدي لامين) és una comuna rural de la província de Khénifra de la regió de Béni Mellal-Khénifra. Segons el cens de 2014 tenia una població total de 16.806 persones.